# Minolta 7000

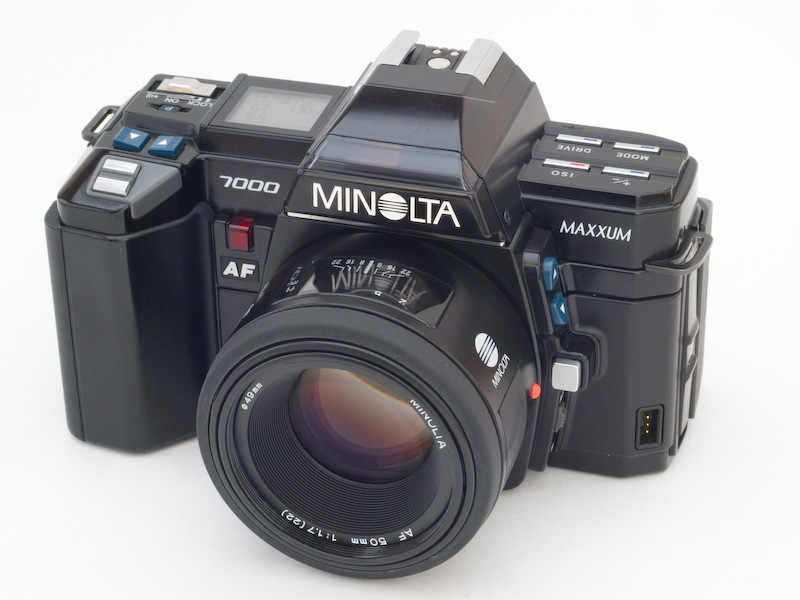
Minolta Maxxum 7000

Minolta 7000 AF (w USA Minolta Maxxum 7000) – pierwsza udana analogowa lustrzanka 35mm, korzystająca z automatyki ostrości wbudowanej w korpusie. Po raz pierwszy zastosowano w niej nowatorski na tamte czasy bagnet Minolta AF. Została zaprezentowana w 1985 roku razem z 11 obiektywami, 2 lampami błyskowymi oraz podstawowymi akcesoriami. Minolta 7000 została wyposażona w czujnik autofokusa. Osiągała szybkość dwóch klatek na sekundę. Prędkość migawki wynosiła od 1/2000 do 30 sekund. Aparat umożliwiał kompensację ekspozycji od +4 EV do -4 EV ze skokiem 0,5.